# Бэлво, Чарльз Дэниэл
Чарльз Дэниэл Бэлво (англ. Charles Daniel Balvo; род. 29 июня 1951, Бруклин, США) — американский прелат и ватиканский дипломат. Титулярный архиепископ Кастелло с 1 апреля 2005. Апостольский нунций в Новой Зеландии, Вануату, Кирибати, Микронезии, Палау, Тонга и на Фиджи, Маршалловых Островах, а также апостольский делегат на Тихом океане с 1 апреля 2005 по 17 января 2013. Апостольский нунций на Островах Кука с 25 марта 2006 по 17 января 2013. Апостольский нунций в Самоа с 1 апреля 2006 по 17 января 2013. Апостольский нунций в Науру с 30 января 2007 по 17 января 2013. Апостольский нунций в Кении и Постоянный наблюдатель Святого Престола при Программе Организации Объединённых Наций по населённым пунктам с 17 января 2013 по 21 сентября 2018. Апостольский нунций в Южном Судане с 21 декабря 2013 по 21 сентября 2018. Апостольский нунций в Чехии с 21 сентября 2018 по 17 января 2022. Апостольский нунций в Австралии с 17 января 2022.